# Viktor Linhart
Viktor Linhart (26. července 1913 – 22. prosince 1950) byl český a československý politik Komunistické strany Československa a poúnorový poslanec Národního shromáždění ČSR.

## Biografie
Za druhé světové války se podílel na odboji. Od roku 1944 organizoval odboj v průmyslových podnicích na Ostravsku. V roce 1948 se uvádí jako technický úředník a bezpečnostní referent expozitury zemského národního výboru v Ostravě.
Ve volbách roku 1948 byl zvolen do Národního shromáždění za KSČ ve volebním kraji Ostrava. Mandát zastával do své smrti v roce 1950. Pak místo něj jako náhradník nastoupil Stanislav Baudyš. Byl plukovníkem a hlavním velitelem SNB. Zemřel ve službě při letecké havárii.